# Rolin Wavre
Rolin-Louis Wavre (* 25. März 1896  in Neuchâtel; † 9. Dezember 1949 in Genf) war ein Schweizer Mathematiker.

## Leben
Wavre studierte an der Sorbonne, promovierte 1921 an der Universität Genf und war dort ab 1922 außerordentlicher und ab 1934 ordentlicher Professor (als Nachfolger von Charles Cailler). Er befasste sich unter anderem mit Logik und Philosophie der Mathematik, wobei er als Intuitionist Luitzen Egbertus Jan Brouwer folgte. Etwa gleichzeitig mit Leon Lichtenstein befasste er sich auch mit Gleichgewichtsfiguren rotierender Flüssigkeitskörper, mit Blick auf Anwendungen auf die Form der Planeten und der Erde in der Astrophysik.
1932 hielt er einen Plenarvortrag auf dem Internationalen Mathematikerkongress (ICM) in Zürich (L’aspect analytique du problème des figures planétaires). 1936/37 war er Präsident der
Schweizerischen Mathematischen Gesellschaft.
Er war ein Jugendfreund des gleichaltrigen Jean Piaget in Neuchâtel.

## Schriften
- La logique amusante. Editions du Mont-Blanc, Genf 1946.
- Is there a crisis in mathematics? In: American Mathematical Monthly. Bd. 41 (1934), S. 488.
- L’imagination du réel, l’invention et la découverte dans la science des nombres. Baconnière, Neuchâtel 1948.
- Figures planétaires et géodésie. Gauthiers-Villars 1932 (Vorwort Jacques Hadamard).